# Torneo Clausura 2005-06 (Bolivia)
El Torneo Clausura 2006 fue el tercer torneo de la temporada 2005/06. Se disputó bajo el sistema todos contra todos: los doce clubes compitieron en dos ruedas (una como local y la otra de visitante), jugando un total de 22 partidos cada uno. Cada club recibió tres puntos por partido ganado, uno por partido empatado y cero por partido perdido. Los clubes fueron clasificados por puntos con los siguientes criterios de desempate (en orden): diferencia de goles, goles anotados y resultados directos entre equipos empatados. El equipo con más puntos después de las veintidós partidos fue declarado Campeón.

## Equipos participantes
| Posición | Equipo ascendido de la Copa Simón Bolívar 2005 |
| -------- | ---------------------------------------------- |
| 1º       | Universitario de Sucre                         |

| Posición | Equipo descendido de la Temporada 2005 |
| -------- | -------------------------------------- |
| 12º      | Iberoamericana                         |

El número de equipos para la temporada 2006 sigue siendo 12, el mismo que la temporada anterior.
Iberoamericana que terminó último en la Tabla del Descenso fue relegado a la Segunda División luego de permanecer por 5 temporadas en Primera División. Siendo reemplazado por el campeón de la Copa Simón Bolívar 2005, Universitario de Sucre, que disputará por segunda vez la LFPB y retorna tras 16 temporadas (habiendo descendido en 1989).
| Equipo            | Fundación                | Ciudad     | Estadio                 | Capacidad |
| ----------------- | ------------------------ | ---------- | ----------------------- | --------- |
| Aurora            | 27 de mayo de 1935       | Cochabamba | Félix Capriles          | 32.000    |
| Blooming          | 1 de mayo de 1946        | Santa Cruz | Ramón Tahuichi Aguilera | 35.000    |
| Bolívar           | 12 de abril de 1925      | La Paz     | Hernando Siles          | 42.000    |
| Destroyers        | 14 de septiembre de 1948 | Santa Cruz | Ramón Tahuichi Aguilera | 35.000    |
| La Paz FC         | 30 de mayo de 1989       | La Paz     | Hernando Siles          | 42.000    |
| Oriente Petrolero | 5 de noviembre de 1955   | Santa Cruz | Ramón Tahuichi Aguilera | 35.000    |
| Real Potosí       | 1 de abril de 1986       | Potosí     | Víctor Agustín Ugarte   | 30.000    |
| San José          | 19 de marzo de 1942      | Oruro      | Jesús Bermúdez          | 30.000    |
| The Strongest     | 8 de abril de 1908       | La Paz     | Hernando Siles          | 42.000    |
| Unión Central     | 8 de abril de 1980       | Tarija     | IV Centenario           | 18.000    |
| Universitario     | 5 de abril de 1961       | Sucre      | Olímpico Patria         | 30.000    |
| Wilstermann       | 24 de noviembre de 1949  | Cochabamba | Félix Capriles          | 32.000    |

## Tabla de Posiciones final
|                   | Pos. | Equipos           | PJ | PG | PE | PP | GF | GC | Dif. | Pts. |
| ----------------- | ---- | ----------------- | -- | -- | -- | -- | -- | -- | ---- | ---- |
|                   | 1.   | Bolívar (C)       | 22 | 14 | 6  | 2  | 40 | 17 | 23   | 48   |
|                   | 2.   | Real Potosí       | 22 | 13 | 6  | 3  | 54 | 25 | 29   | 45   |
| Copa Sudamericana | 3.   | Universitario     | 22 | 12 | 6  | 4  | 38 | 30 | 8    | 42   |
|                   | 4.   | San José          | 22 | 10 | 8  | 4  | 34 | 20 | 14   | 38   |
|                   | 5.   | Blooming          | 22 | 10 | 5  | 7  | 33 | 31 | 2    | 35   |
|                   | 6.   | Oriente Petrolero | 22 | 7  | 8  | 7  | 30 | 41 | -11  | 29   |
|                   | 7.   | Wilstermann       | 22 | 6  | 8  | 8  | 38 | 35 | 3    | 26   |
|                   | 8.   | The Strongest     | 22 | 7  | 4  | 11 | 32 | 36 | -4   | 25   |
|                   | 9.   | Unión Central     | 22 | 6  | 3  | 13 | 28 | 39 | -11  | 21   |
|                   | 10.  | Destroyers        | 22 | 6  | 2  | 14 | 30 | 50 | -20  | 20   |
|                   | 11.  | Aurora            | 22 | 3  | 8  | 11 | 22 | 40 | -18  | 17   |
|                   | 12.  | La Paz FC         | 22 | 3  | 6  | 13 | 24 | 42 | -18  | 15   |

|  |                                                                                          |
|  | Campeón del Torneo Apertura y Clasificado para la Copa Libertadores 2007 como Bolivia 1. |
|  | Subcampeón y Clasificado para la Copa Libertadores 2007 como Bolivia 2.                  |
|  | Clasificado para la Copa Sudamericana 2006 como Bolivia 2.                               |

## Resultados

### Fixture
| Destroyers    | 1 - 1 | Wilstermann       | Ramón Tahuichi Aguilera | 10 de febrero | 18:00 |
| San José      | 0 - 1 | Universitario     | Jesús Bermúdez          | 11 de febrero | 15:30 |
| Aurora        | 2 - 2 | Real Potosí       | Félix Capriles          | 11 de febrero | 16:00 |
| The Strongest | 5 - 1 | Oriente Petrolero | Hernando Siles          | 11 de febrero | 16:00 |
| Blooming      | 0 - 1 | Bolívar           | Ramón Tahuichi Aguilera | 11 de febrero | 18:30 |
| La Paz FC     | 4 - 3 | Unión Central     | Hernando Siles          | 15 de marzo   | 18:30 |

| Real Potosí       | 4 - 0 | Blooming      | Mario Mercado           | 18 de febrero | 15:30 |
| Universitario     | 3 - 2 | La Paz FC     | Olímpico Patria         | 19 de febrero | 15:30 |
| Bolívar           | 1 - 1 | San José      | Hernando Siles          | 19 de febrero | 16:00 |
| Aurora            | 3 - 1 | Destroyers    | Félix Capriles          | 19 de febrero | 16:00 |
| Oriente Petrolero | 3 - 3 | Wilstermann   | Ramón Tahuichi Aguilera | 19 de febrero | 18:30 |
| Unión Central     | 1 - 1 | The Strongest | IV Centenario           | 8 de marzo    | 20:00 |

| San José      | 2 -1  | Real Potosí       | Jesús Bermúdez          | 4 de marzo | 15:30 |
| The Strongest | 0 - 2 | Universitario     | Hernando Siles          | 4 de marzo | 16:00 |
| La Paz FC     | 1 - 2 | Bolívar           | Hernando Siles          | 5 de marzo | 16:00 |
| Wilstermann   | 1 - 0 | Unión Central     | Félix Capriles          | 5 de marzo | 16:00 |
| Destroyers    | 2 - 3 | Oriente Petrolero | Ramón Tahuichi Aguilera | 5 de marzo | 18:30 |
| Blooming      | 3 - 1 | Aurora            | Ramón Tahuichi Aguilera | 6 de marzo | 20:00 |

| Universitario | 2 - 2 | Wilstermann       | Olímpico Patria         | 11 de marzo | 15:30 |
| Real Potosí   | 1 - 0 | La Paz FC         | Mario Mercado           | 12 de marzo | 15:30 |
| Unión Central | 1 - 2 | Oriente Petrolero | IV Centenario           | 12 de marzo | 15:30 |
| Aurora        | 1 - 1 | San José          | Félix Capriles          | 12 de marzo | 16:00 |
| Bolívar       | 2 - 0 | The Strongest     | Hernando Siles          | 12 de marzo | 16:00 |
| Blooming      | 4 - 0 | Destroyers        | Ramón Tahuichi Aguilera | 12 de marzo | 18:30 |

| Oriente Petrolero | 0 - 0 | Universitario | Ramón Tahuichi Aguilera | 18 de marzo | 18:00 |
| San José          | 4 - 1 | Blooming      | Jesús Bermúdez          | 19 de marzo | 15:30 |
| Wilstermann       | 2 - 2 | Bolívar       | Félix Capriles          | 19 de marzo | 16:00 |
| The Strongest     | 3 - 2 | Real Potosí   | Hernando Siles          | 19 de marzo | 16:00 |
| La Paz FC         | 1 - 1 | Aurora        | Hernando Siles          | 19 de marzo | 18:00 |
| Destroyers        | 3 - 2 | Unión Central | Ramón Tahuichi Aguilera | 19 de marzo | 18:00 |

| San José      | 2 - 0 | Destroyers        | Jesús Bermúdez          | 25 de marzo | 15:30 |
| Real Potosí   | 3 - 3 | Wilstermann       | Mario Mercado           | 26 de marzo | 15:30 |
| Universitario | 1 - 0 | Unión Central     | Olímpico Patria         | 26 de marzo | 15:30 |
| Aurora        | 1 - 0 | The Strongest     | Félix Capriles          | 26 de marzo | 16:00 |
| Blooming      | 1 - 1 | La Paz FC         | Ramón Tahuichi Aguilera | 26 de marzo | 18:00 |
| Bolívar       | 1 - 1 | Oriente Petrolero | Hernando Siles          | 6 de abril  | 20:00 |

| La Paz FC         | 1 - 2 | San José      | Hernando Siles          | 1 de abril | 16:00 |
| Destroyers        | 3 - 2 | Universitario | Ramón Tahuichi Aguilera | 1 de abril | 18:00 |
| Unión Central     | 0 - 1 | Bolívar       | IV Centenario           | 2 de abril | 15:30 |
| Wilstermann       | 2 - 1 | Aurora        | Félix Capriles          | 2 de abril | 16:00 |
| The Strongest     | 6 - 1 | Blooming      | Hernando Siles          | 2 de abril | 16:00 |
| Oriente Petrolero | 1 - 4 | Real Potosí   | Ramón Tahuichi Aguilera | 2 de abril | 18:00 |

| San José    | 2 - 0 | The Strongest     | Jesús Bermúdez          | 9 de abril | 15:30 |
| Real Potosí | 5 - 1 | Unión Central     | Mario Mercado           | 9 de abril | 15:30 |
| Aurora      | 1 - 1 | Oriente Petrolero | Félix Capriles          | 9 de abril | 16:00 |
| La Paz FC   | 4 - 2 | Destroyers        | Hernando Siles          | 9 de abril | 16:00 |
| Bolívar     | 5 - 1 | Universitario     | Hernando Siles          | 9 de abril | 18:00 |
| Blooming    | 1 - 0 | Wilstermann       | Ramón Tahuichi Aguilera | 9 de abril | 18:00 |

| Destroyers        | 0 - 1 | Bolívar     | Ramón Tahuichi Aguilera | 22 de marzo | 20:00 |
| Universitario     | 1 - 1 | Real Potosí | Olímpico Patria         | 12 de abril | 20:00 |
| Unión Central     | 3 - 1 | Aurora      | IV Centenario           | 12 de abril | 20:00 |
| Wilstermann       | 2 - 2 | San José    | Félix Capriles          | 12 de abril | 20:00 |
| The Strongest     | 2 - 0 | La Paz FC   | Hernando Siles          | 12 de abril | 20:00 |
| Oriente Petrolero | 1 - 4 | Blooming    | Ramón Tahuichi Aguilera | 13 de abril | 20:00 |

| The Strongest | 0 - 0 | Destroyers        | Hernando Siles          | 15 de abril | 16:00 |
| San José      | 1 - 2 | Oriente Petrolero | Jesús Bermúdez          | 16 de abril | 15:30 |
| Aurora        | 2 - 4 | Universitario     | Félix Capriles          | 16 de abril | 16:00 |
| La Paz FC     | 1 - 2 | Wilstermann       | Hernando Siles          | 16 de abril | 16:00 |
| Blooming      | 3 - 1 | Unión Central     | Ramón Tahuichi Aguilera | 16 de abril | 18:30 |
| Real Potosí   | 4 - 2 | Bolívar           | Mario Mercado           | 14 de mayo  | 20:00 |

| Wilstermann       | 2 - 0 | The Strongest | Félix Capriles          | 23 de marzo | 20:00 |
| Destroyers        | 1 - 3 | Real Potosí   | Ramón Tahuichi Aguilera | 19 de abril | 18:00 |
| Oriente Petrolero | 2 - 0 | La Paz FC     | Ramón Tahuichi Aguilera | 19 de abril | 20:00 |
| Universitario     | 2 - 1 | Blooming      | Olímpico Patria         | 19 de abril | 20:00 |
| Unión Central     | 0 - 1 | San José      | Jesús Bermúdez          | 19 de abril | 20:00 |
| Bolívar           | 2 - 0 | Aurora        | Hernando Siles          | 20 de abril | 20:00 |

| Universitario     | 1 - 2 | San José      | Olímpico Patria         | 22 de abril | 15:30 |
| Unión Central     | 2 - 0 | La Paz FC     | IV Centenario           | 23 de abril | 15:30 |
| Real Potosí       | 2 - 0 | Aurora        | Mario Mercado           | 23 de abril | 15:30 |
| Bolívar           | 2 - 1 | Blooming      | Hernando Siles          | 23 de abril | 16:00 |
| Wilstermann       | 4 - 1 | Destroyers    | Félix Capriles          | 23 de abril | 16:00 |
| Oriente Petrolero | 1 - 0 | The Strongest | Ramón Tahuichi Aguilera | 23 de abril | 18:00 |

| Destroyers    | 2 - 0 | Aurora            | Ramón Tahuichi Aguilera | 26 de abril | 18:00 |
| Blooming      | 1 - 1 | Real Potosí       | Ramón Tahuichi Aguilera | 26 de abril | 20:00 |
| San José      | 0 - 0 | Bolívar           | Jesús Bermúdez          | 26 de abril | 20:00 |
| The Strongest | 4 - 2 | Unión Central     | Hernando Siles          | 26 de abril | 20:00 |
| La Paz FC     | 1 - 2 | Universitario     | Hernando Siles          | 27 de abril | 20:00 |
| Wilstermann   | 5 - 1 | Oriente Petrolero | Félix Capriles          | 27 de abril | 20:00 |

| Aurora            | 0 - 1 | Blooming      | Félix Capriles          | 29 de abril | 16:00 |
| Real Potosí       | 2 - 1 | San José      | Mario Mercado           | 30 de abril | 15:30 |
| Unión Central     | 3 - 1 | Wilstermann   | IV Centenario           | 30 de abril | 15:30 |
| Universitario     | 2 - 2 | The Strongest | Olímpico Patria         | 30 de abril | 15:30 |
| Bolívar           | 2 - 0 | La Paz FC     | Hernando Siles          | 30 de abril | 16:00 |
| Oriente Petrolero | 2 - 1 | Destroyers    | Ramón Tahuichi Aguilera | 30 de abril | 18:00 |

| Destroyers        | 1 - 4 | Blooming      | Ramón Tahuichi Aguilera | 2 de mayo | 20:00 |
| Oriente Petrolero | 2 - 3 | Unión Central | Ramón Tahuichi Aguilera | 3 de mayo | 20:00 |
| Wilstermann       | 1 - 2 | Universitario | Félix Capriles          | 3 de mayo | 20:00 |
| La Paz FC         | 1 - 2 | Real Potosí   | Hernando Siles          | 3 de mayo | 20:00 |
| The Strongest     | 0 - 2 | Bolívar       | Hernando Siles          | 4 de mayo | 20:00 |
| San José          | 5 - 0 | Aurora        | Jesús Bermúdez          | 4 de mayo | 20:00 |

| Real Potosí   | 3 - 1 | The Strongest     | Mario Mercado           | 6 de mayo | 15:30 |
| Aurora        | 1 - 1 | La Paz FC         | Félix Capriles          | 6 de mayo | 16:00 |
| Unión Central | 1 - 0 | Destroyers        | IV Centenario           | 7 de mayo | 15:30 |
| Universitario | 3 - 2 | Oriente Petrolero | Olímpico Patria         | 7 de mayo | 15:30 |
| Bolívar       | 2 - 1 | Wilstermann       | Hernando Siles          | 7 de mayo | 16:00 |
| Blooming      | 0 - 0 | San José          | Ramón Tahuichi Aguilera | 7 de mayo | 18:00 |

| Wilstermann       | 1 - 1 | Real Potosí   | Félix Capriles          | 17 de mayo | 20:00 |
| Destroyers        | 3 - 1 | San José      | Ramón Tahuichi Aguilera | 17 de mayo | 20:00 |
| La Paz FC         | 2 - 1 | Blooming      | Hernando Siles          | 17 de mayo | 20:00 |
| The Strongest     | 1 - 1 | Aurora        | Hernando Siles          | 18 de mayo | 20:00 |
| Unión Central     | 0 - 1 | Universitario | IV Centenario           | 18 de mayo | 20:00 |
| Oriente Petrolero | 1 - 0 | Bolívar       | Ramón Tahuichi Aguilera | 18 de mayo | 20:00 |

| San José      | 0 - 0 | La Paz FC         | Jesús Bermúdez          | 20 de mayo | 15:30 |
| Real Potosí   | 3 - 0 | Oriente Petrolero | Mario Mercado           | 21 de mayo | 15:30 |
| Universitario | 3 - 0 | Destroyers        | Olímpico Patria         | 21 de mayo | 15:30 |
| Bolívar       | 3 - 0 | Unión Central     | Hernando Siles          | 21 de mayo | 16:00 |
| Aurora        | 2 - 1 | Wilstermann       | Félix Capriles          | 21 de mayo | 16:00 |
| Blooming      | 3 - 0 | The Strongest     | Ramón Tahuichi Aguilera | 21 de mayo | 18:00 |

| Unión Central     | 2 - 1 | Real Potosí | IV Centenario           | 24 de mayo | 15:30 |
| Universitario     | 1 - 1 | Bolívar     | Olímpico Patria         | 24 de mayo | 15:30 |
| Wilstermann       | 0 - 1 | Blooming    | Félix Capriles          | 24 de mayo | 16:00 |
| Oriente Petrolero | 1 - 1 | Aurora      | Ramón Tahuichi Aguilera | 24 de mayo | 18:00 |
| The Strongest     | 0 - 2 | San José    | Hernando Siles          | 25 de mayo | 16:00 |
| Destroyers        | 6 - 0 | La Paz FC   | Ramón Tahuichi Aguilera | 25 de mayo | 18:00 |

| Real Potosí | 3 - 1 | Universitario     | Mario Mercado           | 28 de mayo | 15:30 |
| San José    | 3 - 2 | Wilstermann       | Jesús Bermúdez          | 28 de mayo | 15:30 |
| Aurora      | 0 - 0 | Unión Central     | Félix Capriles          | 28 de mayo | 16:00 |
| Bolívar     | 3 - 0 | Destroyers        | Hernando Siles          | 28 de mayo | 16:00 |
| La Paz FC   | 2 - 3 | The Strongest     | Hernando Siles          | 28 de mayo | 18:00 |
| Blooming    | 1 - 1 | Oriente Petrolero | Ramón Tahuichi Aguilera | 28 de mayo | 18:00 |

| Unión Central     | 3 - 1 | Blooming      | IV Centenario           | 31 de mayo | 15:30 |
| Wilstermann       | 1 - 1 | La Paz FC     | Félix Capriles          | 31 de mayo | 16:00 |
| Destroyers        | 3 - 2 | The Strongest | Ramón Tahuichi Aguilera | 31 de mayo | 18:00 |
| Universitario     | 2 - 1 | Aurora        | Olímpico Patria         | 1 de junio | 16:00 |
| Bolívar           | 1 - 1 | Real Potosí   | Hernando Siles          | 1 de junio | 16:00 |
| Oriente Petrolero | 1 - 1 | San José      | Ramón Tahuichi Aguilera | 1 de junio | 18:00 |

| Real Potosí   | 5 - 0 | Destroyers        | Mario Mercado           | 4 de junio | 16:00 |
| San José      | 1 - 1 | Unión Central     | Jesús Bermúdez          | 4 de junio | 16:00 |
| Aurora        | 2 - 4 | Bolívar           | Félix Capriles          | 4 de junio | 16:00 |
| The Strongest | 2 - 1 | Wilstermann       | Hernando Siles          | 4 de junio | 16:00 |
| La Paz FC     | 1 - 1 | Oriente Petrolero | Hernando Siles          | 4 de junio | 18:00 |
| Blooming      | 1 - 1 | Universitario     | Ramón Tahuichi Aguilera | 4 de junio | 18:00 |

Universitario de Sucre clasificó por primera vez en su historia a una competición CONMEBOL, siendo su primer torneo de la Liga de Fútbol Profesional Boliviano.
|                             |
| Campeón Bolívar 15.o título |